# Імперіал (округ, Каліфорнія)
Шаблон:StateAbbr_ 33°02′ пн. ш. 115°21′ зх. д. / 33.04° пн. ш. 115.35° зх. д.
Округ Імперіал (англ. Imperial County) — округ (графство) у штаті Каліфорнія, США. Ідентифікатор округу 06025.

## Історія
Округ утворений 1907 року.

## Демографія
За даними перепису 2000 року населення округу становило 142361 осіб, зокрема міського населення було 121649, а сільського — 20712 осіб. Серед мешканців округу чоловіків — 74330, а жінок — 68031 осіб. В окрузі було 39384 домогосподарств, 31465 родин, які мешкали в 43891 будинках. Середній розмір родини становив 3,77 особи.
Віковий розподіл населення поданий у таблиці:
| Стать    | До 15 років | 15-21 | 22-29 | 30-39 | 40-49 | 50-65 | 65-85 | Понад 85 |
| -------- | ----------- | ----- | ----- | ----- | ----- | ----- | ----- | -------- |
| Чоловіки | 18798       | 8667  | 9227  | 12422 | 10354 | 8276  | 6107  | 479      |
| Жінки    | 18096       | 7613  | 6623  | 9847  | 9569  | 8564  | 6985  | 734      |

## Виноски
1. ↑  U.S. Decennial Census. United States Census Bureau. Архів оригіналу за 26 квітня 2015. Процитовано 26 вересня 2015.
2. ↑  Historical Census Browser. University of Virginia Library. Архів оригіналу за 11 серпня 2012. Процитовано 26 вересня 2015.
3. ↑  Forstall, Richard L., ред. (27 березня 1995). Population of Counties by Decennial Census: 1900 to 1990. United States Census Bureau. Архів оригіналу за 24 вересня 2015. Процитовано 26 вересня 2015.
4. ↑  Census 2000 PHC-T-4. Ranking Tables for Counties: 1990 and 2000 (PDF). United States Census Bureau. 2 квітня 2001. Архів оригіналу (PDF) за 18 грудня 2014. Процитовано 26 вересня 2015.
5. ↑  State & County QuickFacts. United States Census Bureau. Архів оригіналу за 11 липня 2011. Процитовано 4 квітня 2016. [Архівовано 2011-08-05 у Wayback Machine.](англ.) Наведено за англійською вікіпедією.
6. ↑  American FactFinder. Бюро перепису населення США. Архів оригіналу за 26 лютого 2012. Процитовано 31 січня 2008. [Архівовано 2008-05-21 у Wayback Machine.]

| США | Це незавершена стаття з географії США. Ви можете допомогти проєкту, виправивши або дописавши її. |